# Justizvollzugsanstalt Ludwigshafen

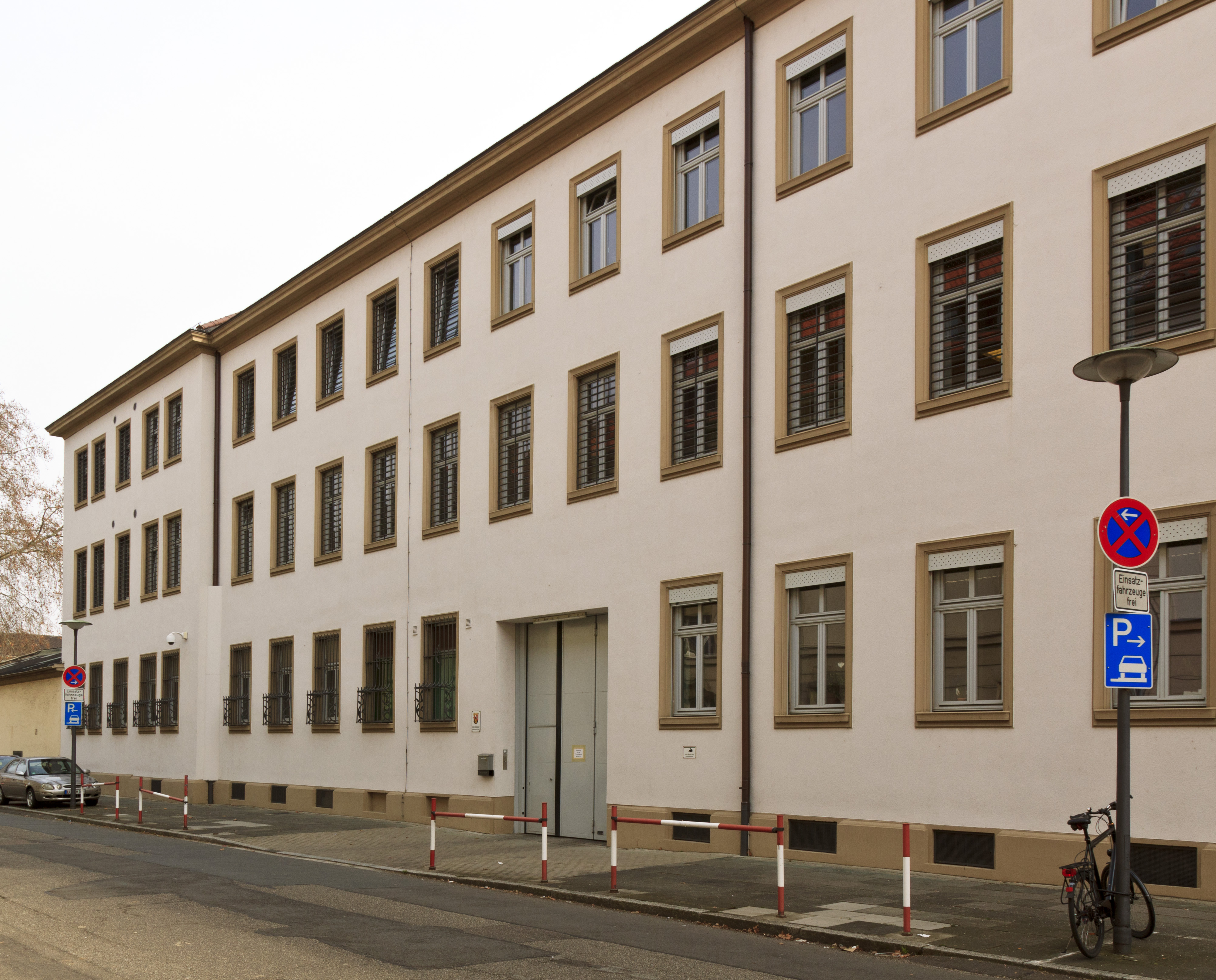
Justizvollzugsanstalt Ludwigshafen (2012)

Die Justizvollzugsanstalt Ludwigshafen ist eine selbstständige sozialtherapeutische Justizvollzugsanstalt des Landes Rheinland-Pfalz.
Die Anstalt befindet sich baulich gemeinsam in einem Gebäude mit dem Amtsgericht Ludwigshafen im Süden der Stadt und ist keine gewöhnliche Strafanstalt, sondern eine sozialtherapeutische Einrichtung gemäß § 24 LJVollzG. Sie existiert in dieser Form seit 1972 und hat insgesamt 66 Haftplätze, davon 48 Haftplätze im geschlossenen Vollzug, 9 Haftplätze auf einer Übergangsabteilung und 9 Haftplätze auf einer Freigängerabteilung.

## Zuständigkeit
Strafgefangene sind in der Sozialtherapeutischen Anstalt Ludwigshafen unterzubringen, wenn ihre Teilnahme an den dortigen Behandlungsprogrammen zur Verringerung ihrer erheblichen Gefährlichkeit angezeigt ist. Eine erhebliche Gefährlichkeit liegt vor, wenn schwerwiegende Straftaten gegen Leib oder Leben, die persönliche Freiheit oder die sexuelle Selbstbestimmung zu erwarten sind (§ 24 Abs. 2 LJVollzG).
Im Übrigen können Strafgefangene in der Sozialtherapeutischen Anstalt untergebracht werden, wenn die Teilnahme an den dortigen Behandlungsprogrammen zur Erreichung des Vollzugszieles angezeigt ist (§ 24 Abs. 3 LJVollzG).
Hierzu muss zum einen eine Therapiefähigkeit der Strafgefangenen vorliegen. Dies ist der Fall, wenn sie neben ausreichenden Sprachkenntnissen ein Mindestmaß an intellektuellen Fähigkeiten, an Reflexions- und Introspektionsvermögen sowie die Fähigkeit zur Veränderung und im Falle einer Abhängigkeitserkrankung die Fähigkeit zur Abstinenz besitzen. Die zuständige (Regelvollzugs)anstalt wirkt durch geeignete Maßnahmen darauf hin, die Therapiefähigkeit der Strafgefangenen herzustellen. Zum anderen muss eine Therapiebedürftigkeit vorliegen, die sich aus den Ergebnissen der dem jeweiligen Forschungsstand entsprechenden Testdiagnostik und den Erkenntnissen aus dem Diagnoseverfahren ergibt. Weiterhin muss eine Therapienotwendigkeit bestehen. Diese ist zu bejahen, wenn eine sozialtherapeutische Behandlung das im Einzelfall am besten geeignete Mittel zur Verbesserung der Legalprognose ist. Schließlich dürfen keine sicherheitsrelevanten Besonderheiten des Einzelfalls vorliegen.
Die Behandlungsprogramme der sozialtherapeutischen Anstalt umfassen die Beziehungsgestaltung in einer therapeutischen Gemeinschaft und sind gekennzeichnet durch eine Verknüpfung von psychotherapeutischen, sozialpädagogischen und arbeitstherapeutischen Vorgehensweisen sowie die Einbeziehung des gesamten Lebensumfelds inner- und außerhalb der sozialtherapeutischen Anstalt. Für Strafgefangene, bei denen aufgrund ihrer psychischen Störung eine Teilnahme an gruppenorientierten Programmen einer sozialtherapeutischen Anstalt nicht angezeigt ist, weil sie nicht oder noch nicht in der Lage sind, von den dortigen Programmen zu profitieren oder durch ihr Verhalten die erfolgreiche Mitarbeit anderer Strafgefangener gefährden können, sind demgegenüber Einzel- und Gruppentherapien im Regelvollzug nach § 25 LJVollzG in Betracht zu ziehen.
Die Unterbringung in der Sozialtherapie erfolgt zu einem Zeitpunkt, der entweder den Abschluss der Behandlung zum voraussichtlichen Entlassungszeitpunkt erwarten lässt oder die Fortsetzung der Behandlung  nach der Entlassung ermöglicht (beispielsweise in der Psychotherapeutischen Ambulanz der Justiz in Ludwigshafen). Nach Ludwigshafen verlegte Gefangene haben daher bereits eine gewisse Zeit in einer der übrigen Strafanstalten des Landes Rheinland-Pfalz verbracht.

## Kriterien zur Aufnahme
Für im Regelvollzug inhaftierte rheinland-pfälzische Strafgefangene wird im Rahmen des Diagnoseverfahrens (§ 13 LJVollzG) zur Vorbereitung der Vollzugs- und Eingliederungsplanung die Angezeigtheit einer sozialtherapeutischen Behandlung geprüft. Innerhalb der ersten 8 Wochen nach der Aufnahme wird der Vollzugs- und Eingliederungsplan (§§ 14, 15 LJVollzG) erstellt, der den Vollzugsablauf individuell festlegt und regelmäßig alle 6 Monate fortgeschrieben wird. Besteht sozialtherapeutischer Behandlungsbedarf, so wird der Gefangene in die sozialtherapeutische Einrichtung verlegt.
Folgende Aufnahmekriterien müssen erfüllt sein:
- Behandlungszeit liegt bei mindestens 18 Monaten (ideal für eine sozialtherapeutische Behandlung ist ein Zeitraum zwischen zwei und vier Jahren).
- ausreichende Fähigkeit zur Suchtmittelabstinenz
- keine anderen, die Mitarbeit in einer Therapie verhindernden Faktoren (z. B. vollziehbare Ausweisungsverfügung, aufenthaltsbeendende Maßnahmen, anhängiges Ermittlungs- oder Strafverfahren)
- keine Hinweise auf das Vorliegen psychischer Störungen, bei denen eine sozialtherapeutische Behandlung kontraindiziert wäre.

## Organisation
Täglich um sechs Uhr werden die Hafträume aufgeschlossen, eine Stunde später beginnt die Arbeit. Nach einer Mittagspause von 11.30 bis 12 Uhr finden in der Regel Behandlungsmaßnahmen statt. Ab 13.30 Uhr ist wiederum für zwei Stunden Arbeitszeit. Die Hafträume werden um 22 Uhr geschlossen. Am Wochenende und Feiertagen werden die Hafträume erst um 7.30 Uhr aufgeschlossen und um 19 Uhr wieder geschlossen. 